# Dölsach
Dölsach est une commune autrichienne du district de Lienz dans le Tyrol.